# Paintsville
Paintsville è un comune degli Stati Uniti d'America, situato nello Stato del Kentucky, nella contea di Johnson, della quale è il capoluogo.